# Ian Hainsworth
Ian Hainsworth es un personaje ficticio de la serie Desperate Housewives. Intentó mantener una relación con Susan Mayer, pero al final de la tercera temporada decide irse y dejarla libre.

## Historia
Ian aparece en la serie al principio de la tercera temporada y al igual que Mike, su esposa se encuentra en coma, lo que sirve para tener un punto de afinidad con Susan.
El rico empresario de origen británico, comenzará a intentar una relación con Susan, ya que sus respectivas parejas no salen del estado de coma.
La relación se verá truncada por la vuelta de Mike, ya que Susan sigue amándolo.
- Datos: Q9299426